# Schlacht bei Isandhlwana
Koordinaten: 28° 21′ 32″ S, 30° 39′ 9″ O
Isandhlwana – Nyezane – Rorke’s Drift – Ntombe – Hlobane – Kambula – Gingindlovu – Ulundi

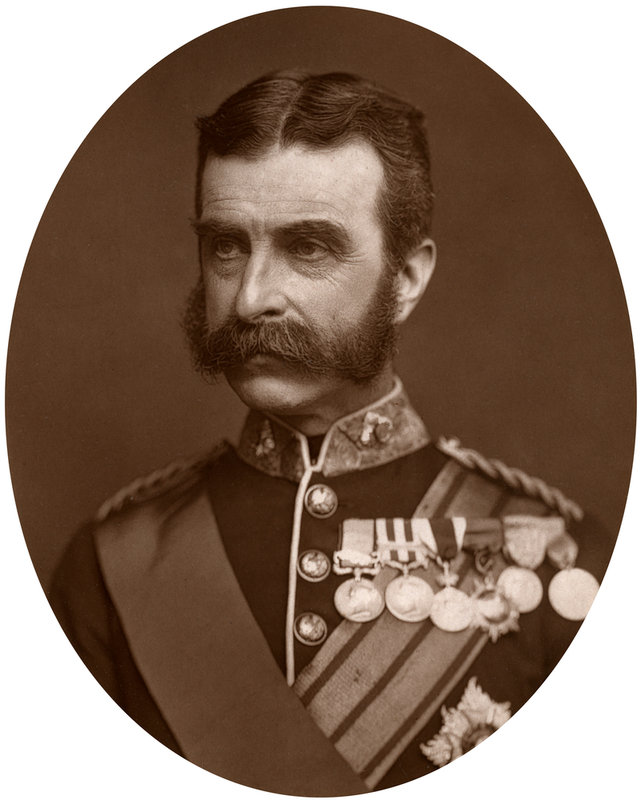
Frederic Thesiger, 2. Baron Chelmsford

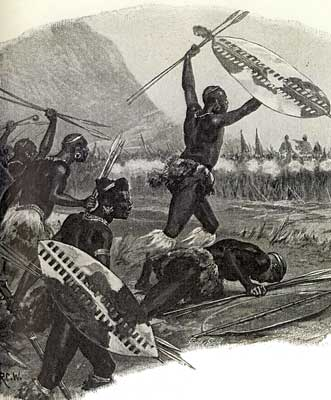
Angriff der Zulu bei Isandhlwana

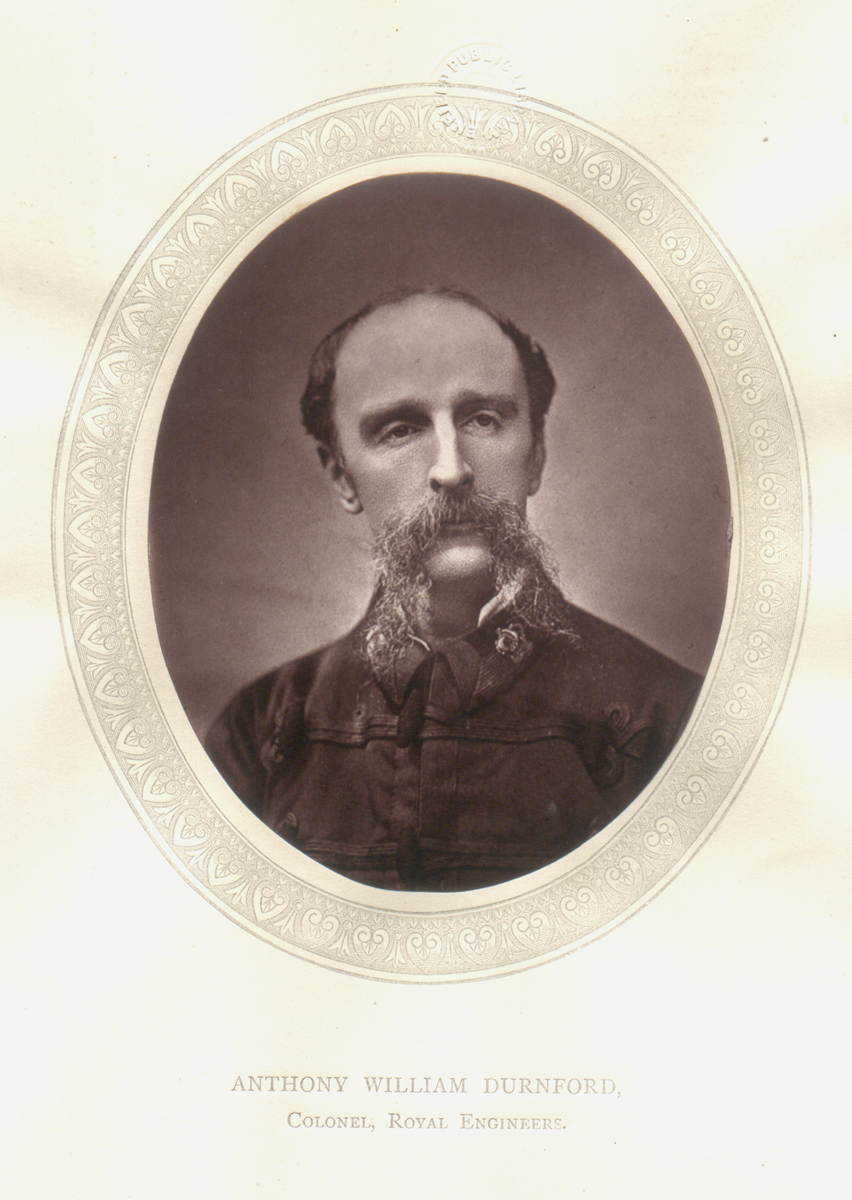
Anthony Durnford

Die Schlacht bei Isandhlwana war die erste und gleichzeitig eine der größten Schlachten im Zulukrieg von 1879 zwischen dem britischen Empire und dem Zulu-Staat. Eine Streitmacht von mehr als 20.000 Zulu besiegte eine deutlich kleinere britische Abteilung, die dabei völlig aufgerieben wurde.

## Der Weg nach Isandhlwana
Der britische Generalleutnant Lord Chelmsford hatte Anfang Januar 1879 vom britischen Natal aus mit etwa 5.000 regulären Truppen und 8.000 Hilfstruppen die Grenze zum Zululand überschritten. Die britische Armee war in fünf Abteilungen organisiert, die in drei Kolonnen ins Zulugebiet eindrangen. Chelmsford selbst kommandierte die mittlere der drei Kolonnen. Sie bestand aus fünf Kompanien des 1. Bataillons des 24th Regiment of Foot (The South Wales Borderers), einer Kompanie des 2. Bataillons dieses Regiments, zwei Kanonen, zwei Raketenabschussgeräten, 800 Mann afrikanischer Hilfstruppen und 104 Mann einer freiwilligen Miliz. Chelmsford schlug nach der Überquerung des Grenzflusses sein Lager beim Berg Isandhlwana auf. Ihm entgegen hatte König Cetshwayo die Hauptarmee der Zulu entsandt. Befehligt wurde diese von Ntshingwayo Khoza, dem aufgrund seines Alters Mavumengwana kaNdlela, einer der Söhne Ndlela kaSompisis, quasi als „Junior-Kommandant“ zugeteilt worden war.

## Die Schlacht
Da Chelmsford nur über wenig Kavallerie verfügte und sich zudem weigerte, einheimische Hilfstruppen als Späher einzusetzen, wurde die bereits in der Nähe befindliche Hauptarmee der Zulu nicht ausgemacht. Isandhlwana war zudem nur als kurzer Halt auf dem Weg zur Zulu-Hauptstadt Ulundi gedacht, und daher verzichtete Chelmsford darüber hinaus – entgegen der üblichen Vorgehensweise der britischen Armee – darauf, das Lager zu befestigen. Am 21. Januar erhielt er Nachricht von Truppenbewegungen der Zulu und entschied sich am Morgen des 22., ihnen mit einem seiner zwei Bataillone zur Aufklärung im hügeligen Terrain entgegenzuziehen. Bei den gesichteten Zulu handelte es sich jedoch nur um schwache Kräfte, die nicht Teil der Hauptarmee waren und sich bei Annäherung der Briten schnell zurückzogen. Das zweite Bataillon, verstärkt durch eine hinzugezogene Abteilung Kavallerie (Natal Native Horse) und einheimische Hilfstruppen des Natal Native Contingent unter Colonel Anthony Durnford, sollte das Lager bewachen. Das Lager wurde von Brevet-Colonel Henry Pulleine kommandiert. Tatsächlich befand sich aber die Zuluarmee in ihrer Gesamtstärke wesentlich näher am Lager, als Chelmsford angenommen hatte.
Bei Ausbruch der Schlacht gegen Mittag des 22. Januar befand sich Chelmsford daher zu weit entfernt, um eingreifen zu können, den Schlachtenlärm interpretierte er überdies fälschlicherweise als Schießübungen. So standen die etwa 1.800 zurückgelassenen Soldaten einer mehr als zehnmal so starken Zulustreitmacht gegenüber. Ungünstig auf die Verteidigung des Lagers wirkten sich darüber hinaus Unstimmigkeiten über die Kommandostruktur zwischen Pulleine und Durnford aus. Zwar stand Durnford im Rang über Pulleine, hatte jedoch keinen eindeutigen Befehl, das Kommando über das Lager zu übernehmen. Er brach deshalb mit seinen Truppen zur Verfolgung kleinerer Zulu-Einheiten auf und war zum Zeitpunkt des Hauptangriffes daher wohl ca. zwei Kilometer vom Lager entfernt. Außerdem hatte Pulleine, ein Verwaltungsoffizier ohne Kampferfahrung, keine Vorbereitungen zur Verteidigung des Lagers ergriffen, da er sich der Gefahr eines Angriffs nicht bewusst gewesen war. Die Briten standen daher in einer fast zwei Kilometer langen Schützenlinie, als die Zulu in voller Gefechtsformation frontal angriffen. Die regulären Truppen konnten mit ihrem gezielten Feuer den Ansturm der Zulu eine Zeitlang abwehren, während Teile der Hilfstruppen mangels Gewehren schnell die Flucht ergriffen. Die Briten zogen sich, als ihnen die Munition ausging, in Richtung des Lagers zurück, wurden aber von den Zulu teils umgangen, teils eingeholt und im Handgemenge Speer gegen Bajonett niedergemacht.
Als Chelmsford bei Einbruch der Dunkelheit zurückkehrte, fand er ein Leichenfeld vor. Mehr als 1.300 Verteidiger waren gefallen, während etwa 1.000 Zulukrieger den Angriff mit ihrem Leben bezahlt hatten und schätzungsweise bis zu 2.000 weitere verwundet worden waren.

## Nachwirkungen
Nachträglich wies Chelmsford die Hauptschuld an der verlorenen Schlacht Durnford zu, da dieser Befehl gehabt habe, im Lager zu bleiben, statt die Zulu zu verfolgen. Da sowohl Durnford als auch Pulleine in der Schlacht gefallen waren, konnten sie sich hierzu nicht mehr äußern. Erhalten geblieben ist lediglich ein Befehl, der Durnford anwies, „zum Lager zu kommen“. Auch lässt dies Faktoren wie mangelnde Aufklärung und die unterlassene Befestigung des Lagers, die durchaus in Chelmsfords Einflussbereich lagen, außer Acht.
In der britischen Öffentlichkeit wurde durch die Niederlage und die nachfolgende Schlacht um Rorke’s Drift das Interesse an dem Feldzug geweckt. Die britische Regierung, die das Vorhaben bis dahin nicht unterstützt hatte, änderte ihre Meinung und entsandte weitere Truppen zu Verstärkung.

## Der weitere Feldzug

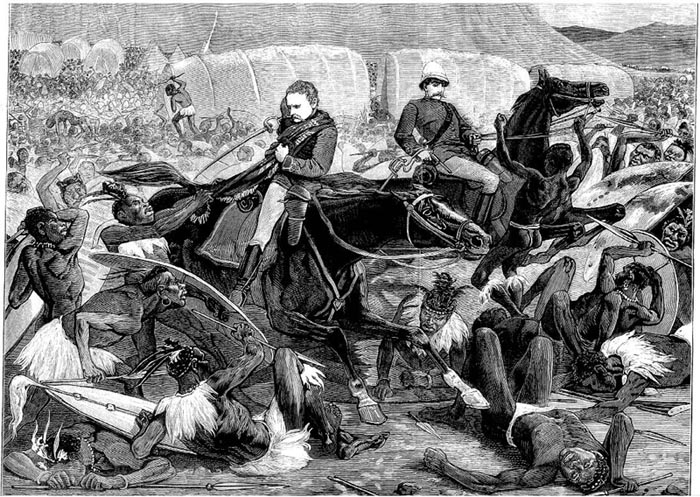
Die Schlacht bei Isandhlwana

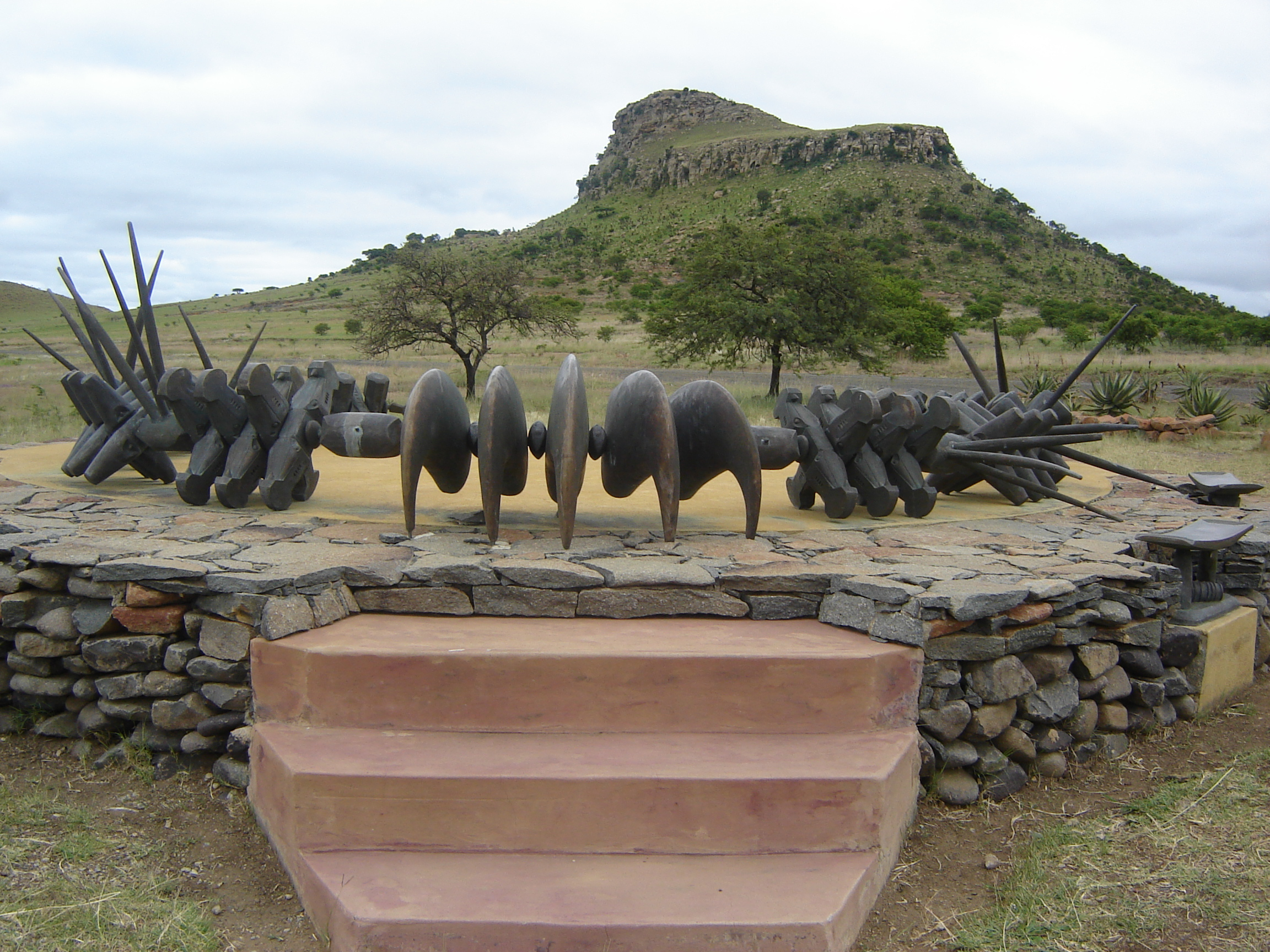
Gedenkstätte mit Isandhlwana

König Cetshwayo nutzte den Sieg bei Isandhlwana nicht, um einen Gegenangriff nach Natal zu führen. Die Schlacht war zwar eine katastrophale Niederlage für die Briten und zwang sie, vorerst ihre Invasion in Zululand abzubrechen, sie konnte aber letztlich am Ausgang des Krieges nichts ändern. Der Sieg der Zulu gegen die besser ausgerüsteten und gut ausgebildeten Truppen der Briten war teuer erkauft und konnte von diesen durch Verstärkungen innerhalb weniger Monate ausgeglichen werden. Bereits am selben Tag konnten in der Schlacht um Rorke’s Drift 139 Briten dem Angriff von ungefähr 4.000 Zulu des uNdi-Korps unter Prinz Dabulamanzi kaMpande standhalten. Im Sommer begann Lord Chelmsford, seine Truppen umzustrukturieren. Die Briten schickten in dieser Zeit Truppen aus dem gesamten Empire nach Südafrika. Generalleutnant Garnet Wolseley wurde nach Südafrika entsandt, um Lord Chelmsford abzulösen. Chelmsford suchte aber bereits am 4. Juli in der Schlacht bei Ulundi die Entscheidung und vernichtete die Armee der Zulu.
Die Schlacht bei Isandhlwana bleibt dennoch als eine der schwersten Niederlagen einer britischen Feldabteilung überhaupt in Erinnerung.
Die Ereignisse um die Schlacht von Isandhlwana wurden 1978 in dem Film Die letzte Offensive mit Peter O’Toole in der Rolle des Lord Chelmsford und Burt Lancaster als Colonel Durnford verfilmt.